# Beratende Versammlung (Sachsen-Anhalt)
Die Beratende Versammlung Sachsen-Anhalt war 1946 ein ernanntes Vorparlament im neu geschaffenen Land Sachsen-Anhalt entsprechend den Ernannten Landtage der anderen Länder.
Um den Wiederaufbau der staatlichen Ordnung nach dem Zweiten Weltkrieg in der Sowjetischen Besatzungszone im Sinne eines Aufbaus des Sozialismus zu ermöglichen, wurden 1946 in den Ländern der SBZ durch die Sowjetische Militäradministration in Deutschland (SMAD) Beratende Versammlungen ins Leben gerufen. Die Beratende Versammlung Sachsen-Anhalts wurde im gleichen Jahr durch den Landtag Sachsen-Anhalt abgelöst.

## Vorgehen und Prinzipien
Eine erste wichtige Grundlage für den Aufbau neuer politischer Strukturen war das Potsdamer Abkommen vom 2. August 1945. Dieses sah die Wiederherstellung der lokalen Selbstverwaltung, aber auch von Wahlvertretungen auf Gemeinde-, Kreis-, Provinzial- und Landesebene vor.
Der Aufbau der staatlichen Strukturen nach dem Zusammenbruch erfolgte von der kommunalen Ebene über die Landesebene und zuletzt auf Ebene der DDR.
Am 9. Juli 1945 verfügte die SMAD die Gründung der Länder Mecklenburg, Sachsen und Thüringen sowie der Provinzen Mark Brandenburg und Sachsen(-Anhalt) innerhalb der SBZ. Etwa ein Jahr später folgte die Ernennung der Mitglieder und Einberufung der Beratende Versammlung Sachsen gemäß der „Verordnung zur Bildung von beratenden repräsentativen Körperschaften bei der Landesverwaltung und den Selbstverwaltungen im Bundesland Sachsen vom 13. Mai 1946“.
Die Auswahl der Mitglieder richtet sich nicht nach den Ergebnissen der Kommunalwahlen 1946, sondern nahmen wesentliche Prinzipien der Landtagswahlen nach Einheitslisten vorweg:
1. Der Anspruch der SED auf eine führende Rolle wurde durch die Ernennung einer Mehrheit von SED Mitgliedern sichergestellt.
2. Diese Mitglieder der SED traten formal zum großen Teil nicht namens der SED, sondern der Massenorganisationen in die Beratende Versammlung ein.
3. Die Verteilung der Mandate auf Parteien und Massenorganisationen war vorab festgelegt.
4. Eine wirksame Oppositionsarbeit sollte verhindert werden.[2]

## Verteilung der Mandate
Die Verteilung der Mandate wurde durch die SMAD am 13. Juni 1946 festgelegt. So verteilten sich die 70 Mandate:
| Partei                 | Sitze      |
| ---------------------- | ---------- |
| SED                    | 10 Mandate |
| LDPD                   | 10 Mandate |
| CDU                    | 10 Mandate |
| FDGB                   | 10 Mandate |
| Frauenbund             | 5 Mandate  |
| FDJ                    | 5 Mandate  |
| VdgB                   | 5 Mandate  |
| IHK                    | 3 Mandate  |
| Handelskammern         | 3 Mandate  |
| Einzelpersönlichkeiten | 9 Mandate  |

Die genannten Organisationen waren zwar frei darin Kandidaten vorzuschlagen, jedoch oblag es letztlich der SMAD, den Vorschlägen zu folgen oder auch nicht. Instrument der Ablehnung war die Vorschrift, dass nur Personen zum Mitglied ernannt werden durften, die nachweislich eine „entschiedene antifaschistische und demokratische Gesinnung“ aufwiesen.

## Arbeit
Die Beratende Versammlung Sachsen-Anhalts trat nur zu zwei Versammlungen zusammen. Neben der konstituierenden Sitzung am 15. Juli 1946 war dies die Sitzung vom 3. September 1946.